# Андрикене, Лайма Люция
Лайма Люция Андрикене (лит. Laima Liucija Andrikienė) — литовский политический деятель, депутат Сейма (1990—2000 и с 2020) и Европарламента (2004—2014, 2016—2019), министр промышленности и торговли, министр по европейским делам.

## Биография
Родилась 1 января 1958 года в Друскининкае.
Окончила экономический факультет Вильнюсского университета (1980). В 1988 — 1989 годах проходила стажировку в Манчестерском университете. Работала в Литовском НИИ экономики сельского хозяйства: инженер, младший научный сотрудник, научный сотрудник. В 1994 году защитила докторскую (кандидатскую) диссертацию.
В 1990 году избрана в Верховный Совет Литовской ССР. В 1992 году избрана в Сейм 1992—1996 годов по списку коалиции Саюдиса. В 1996 году переизбрана от Союза Отечества, выиграв выборы в одномандатном участке № 17 в Каунасе.
В декабре 1996 года непродолжительное время занимала должность министра промышленности и торговли, затем была назначена министром по европейским делам.
В конце 1998 года вместе со своим тогдашним мужем и тоже депутатом Сейма Видмантасом Жемялисом (Vidmantas Žiemelis) вышла из Союза Отечества. В 1999 году они основали просуществовавшую недолго Отечественную народную партию.
В 2003 году снова вступила в Союз Отечества и по его списку в 2004 году была избрана в Европарламент. В 2009 году переизбрана на новый срок.
Третий раз стала депутатом Европарламента 30 мая 2016 года, получив мандат Габриэлюса Ландсбергиса, от которого тот отказался в связи с участием в выборах в Сейм. Её полномочия истекли в 2019 году.
В 2020 году избрана депутатом Сейма по списку Союза Отечества — Литовские христианские демократы. С января 2022 года председатель парламентского комитета по иностранным делам.
В ноябре 2022 года избрана на 6-летний срок аудитором Европейской счётной палаты.

## Награды
- 1997 Великий офицер Национального ордена «За заслуги» (Франция)[2];
- 2000 Медаль независимости;
- 2003 Медаль “Ubi concordia ibi victoria” (Балтийская ассамблея);
- 2004 Командор Ордена Великого князя Гедиминаса;
- 2007 Почётный профессор Кингстонского университета;
- 2012 Медаль Добровольцев-создателей Войска Литовского;
- 2014 Медаль дипломатии (Тайвань);
- 2014 Орден Почёта (Грузия);
- 2020 Офицерский крест Ордена Изабеллы Католической (Испания).